# Waldemar VI. (Anhalt-Köthen)
Waldemar VI. von Anhalt (* 1450; † 1. November 1508) war ein Fürst von Anhalt-Köthen.

## Leben
Waldemar war ein Sohn des Fürsten Georg I. von Anhalt-Zerbst (1390–1474) aus dessen dritter Ehe mit Sophie († 1451), Tochter des Grafen Sigismund von Hohnstein.
1470 hatte Waldemars Vater die Regierung in die Hände seiner Söhne gelegt, die das Land 1471 teilten. Waldemar und Georg II. bekamen Anhalt-Köthen und Ernst und Sigismund III. erhielten Anhalt-Dessau, Rudolf wurde mit einer Geldsumme abgefunden. Den Landesteil Anhalt-Bernburg, der 1468 an das Haus gefallen war, sollten alle Brüder gemeinsam regieren.
Waldemar intensivierte den Streit mit dem Bistum Halberstadt um das Amt Aschersleben. Ihm gelang es, das an die Grafen von Mansfeld verpfändete Amt Hoym wieder einzulösen. Im Jahr 1473 beteiligte er sich an der Spitze von 500 Magdeburger und Anhalter Reitern im Reichsheer am Krieg Kaiser Friedrichs III. gegen den burgundischen Herzog Karl den Kühnen. Er begleitete den Kaiser 1476 nach Rom und wurde 1486 einer der 8 Kammerrichter.
Im Jahr 1498 erhielt er einen Teil des Bernburger Landes und ließ ein Jahr später den Bergbau in seinen Ländereien aufnehmen. Wegen seiner Verdienste im Friesischen Krieg wurde Waldemar 1501 vom römisch-deutschen König und späteren Kaiser Maximilian I. mit Westfriesland belehnt.

## Ehe und Nachkommen
Waldemar heiratete am 24. Januar 1485 in Köthen Margarete (1464–1539), Tochter des Grafen Günther XXXVI. von Schwarzburg-Blankenburg, mit der er folgende Kinder hatte:
- Waldemar († jung)
- Barbara († 1532)

⚭ 1. 1503 Burggraf Heinrich III. von Meißen († 1519)
⚭ 2. 1521 Graf Johann Kolowrat († nach 1580)
- Wolfgang I. (1492–1566), Fürst von Anhalt-Köthen
- Margarete (1494–1521)

⚭ 1513 Kurfürst Johann von Sachsen (1468–1532)